# Félix de Habsbourg-Lorraine
 (octobre 2011).
Si vous disposez d'ouvrages ou d'articles de référence ou si vous connaissez des sites web de qualité traitant du thème abordé ici, merci de compléter l'article en donnant les références utiles à sa vérifiabilité et en les liant à la section « Notes et références ».
Felix Habsburg-Lothringen, en français : Félix de Habsbourg-Lorraine, né le 31 mai 1916 au château de Schönbrunn, en Autriche-Hongrie, en tant qu’archiduc Félix d’Autriche, mort le 6 septembre 2011 à Mexico, au Mexique, est un membre de la maison de Habsbourg-Lorraine, troisième fils de Charles Ier d’Autriche et IV de Hongrie et de Zita de Bourbon-Parme.

## Biographie

### Enfance et exil
Félix de Habsbourg-Lorraine naît à Vienne, au château de Schönbrunn, le palais impérial, le 31 mai 1916. Son père Charles est alors héritier des trônes austro-hongrois.
Il est le 3e fils et 4e enfant de Charles Ier (1887-1922) et de Zita de Bourbon-Parme (1892-1989). La fratrie comptera 8 enfants.
Face à la défaite et la décomposition de son empire, l'empereur et roi Charles renonce à la conduite des affaires le 12 novembre 1918 et s'exile en Suisse avec les siens
Après deux vaines tentatives pour retrouver le trône de Hongrie, ses biens sont confisqués et il est placé en résidence surveillée sur l'île de Madère. Il meurt prématurément le 1er avril 1922.
L'impératrice Zita, mère de 7 enfants et enceinte d'un huitième est veuve à l'âge de 29 ans. Elle est accueillie en Espagne par son cousin le roi Alphonse XIII d'Espagne.
L’archiduc Félix obtient du gouvernement viennois la permission de rentrer en Autriche en 1937 à l'âge de 19 ans mais dès l'année suivante, à la suite de l’Anschluss, il rejoint la Tchécoslovaquie, puis se réfugie aux États-Unis lors de la Seconde Guerre mondiale, où il sert aux côtés de son frère Charles-Louis dans l’armée américaine. Après son mariage, il s’installe au Mexique tout en continuant à voyager beaucoup surtout en Europe.

### Bref retour en Autriche
Il refuse de renoncer au trône d’Autriche et est alors interdit du territoire autrichien. Il pourra toutefois s’y rendre exceptionnellement, en 1989, lors des obsèques de sa mère, l’impératrice Zita.

### Mariage et descendance
En 1952, à Beaulieu-sur-Mer  (Alpes-Maritimes) en France, 
il épouse la duchesse Anne-Eugénie d’Arenberg (1925-1997), d’où :
1. l’archiduchesse Maria del Pilar (née en 1953), épouse Vollrad-Joachim Edler von Poschinger ;
2. l’archiduc Karl Philipp (né en 1954), épouse Martina Donath, puis épouse Annie-Claire Lacrambe[2] ;
3. l’archiduchesse Kinga (née en 1955), épouse le baron Wolfgang von Erffa ;
4. l’archiduc Raimund (1958-2008), épouse Bettina Götz ;
5. l’archiduchesse Myriam (née en 1959) épouse Jaime Corcuera Acheson ;
6. l’archiduc Istvan (né en 1961), épouse Paola de Temesváry ;
7. l’archiduchesse Viridis (née en 1961), épouse Carl Dunning-Gribble, lord of Marnhull

L'archiduc Félix meurt le 6 septembre 2011, à l'âge de 95 ans. Il a été inhumé dans la crypte de la chapelle de Lorette à Muri en Suisse, rejoignant ainsi entre autres sa femme l'archiduchesse Anne-Eugénie (morte en 1997) et ses frères les archiducs Robert (mort en 1996) et Rodolphe (mort en 2010).

## Honneurs
Le prince Félix de Habsbourg-Lorraine était grand Chevalier de l'Ordre de Malte et Chevalier de la Toison d'Or.

## Titulature
- 31 mai 1916-6septembre 2011 : Son Altesse impériale et royale l'archiduc Felix von Habsburg-Lothringen, prince impérial d'Autriche, prince royal de Hongrie et de Bohême.